# Ignorància
La ignorància és l'estat de qui no sap res en general o amb relació a una cosa; altrament dit, l'absència de coneixement. L'educació té com a objectiu fonamental reduir la ignorància dels aprenents mitjançant l'ensenyament de conceptes i procediments essencials o bé amb exemples. Molts filòsofs han considerat la ignorància l'estat natural o de naixença de l'ésser humà (la tabula rasa de la ment d'Aristòtil) que va minvant amb la instrucció, lluitant contra els prejudicis. L'afany per erradicar-la va ser un motiu especialment característic de la Il·lustració.
La incultura és la falta de cultura o la manca de coneixements en un camp determinat del saber. La paraula cultura prové del llatí colere, que significa cultivar o conrear, i que metafòricament s'aplica a l'adquisició de coneixement. La incultura és així l'estat d'una persona o d'un grup que no són cultivades intel·lectualment o que desconeixen la cultura d'un país.

## Contextualització
A moltes cultures del món s'ha plantejat des de temps antics la qüestió d'establir quines de les diverses societats podien ser més humanes, quins us i quines institucions mereixien ser imitades, i quines haurien de ser abolides de la convivència social per ser inhumanes.
La incultura va néixer precisament quan en la trobada entre cultures, els homes no es van limitar a combatre el que els era estrany, sinó que es van proposar "mesurar" el grau d'humanitat dels ordenaments socials o polítics i de les diverses institucions que veien en aquestes cultures.
El menyspreu de la incultura en la modernitat i, de manera especial, el rebuig de la noció multicultural i intercultural, que està unit al naixement de la ciència moderna, va fer tornar a la situació anterior. És a dir, al moment en què les cultures diferents es percebien simplement com a diferents, sense que fos possible una comparació raonable entre elles.
L'única manera de trobada és: l'enfrontament físic en la guerra o la tolerància absoluta en el reconeixement que cadascuna té el mateix dret a existir que les altres.
Si s'adverteix que en llocs diferents hi ha forma de convivència diferents de les nostres, si veiem que s'organitzen socialment de maneres diverses, que persegueixen objectius diferents, que practiquen costums familiars o religioses estranyes, etc. l'única cosa que pot dir-se raonablement és que "aquestes cultures tenen valors diferents dels nostres".
La percepció de diferents cultures ha donat lloc al nostre món intel·lectual a una ciència de la cultura la qual té la missió exclusiva d'estendre l'existència d'aquestes maneres de vida i dels elements que ho componen. aquest fet ha donat lloc també a la convicció que l'actitud raonable davant aquestes formes de vida contrastants amb les nostres, la tolerància.

## Entitats i legislacions que lluiten contra la ignorància

### A Catalunya
Promoció de la llengua
Promoció del Patrimoni
Departament de Cultura : accions
Llei de memòria històrica, Arxivat 2011-09-14 a Wayback Machine.

### Al món
UNESCO: http://www.unesco.org/new/es/culture/